# Apatidelia gansuensis
Apatidelia gansuensis is een schietmot uit de familie Apataniidae. De soort komt voor in het Palearctisch gebied.